# Drottning Elisabeth (film)
Drottning Elisabeth (Les Amours de la reine Élisabeth) är en kort fransk stumfilm från 1912 med Sarah Bernhardt i titelrollen som Elisabet I av England.